# Миколаївська церква (Лохвиця)
Це́рква Мико́ли Чудотво́рця — православний храм у Лохвиці, збудований у другій половині XVIII століття, знищений в 1883–1884 роках.

## Опис

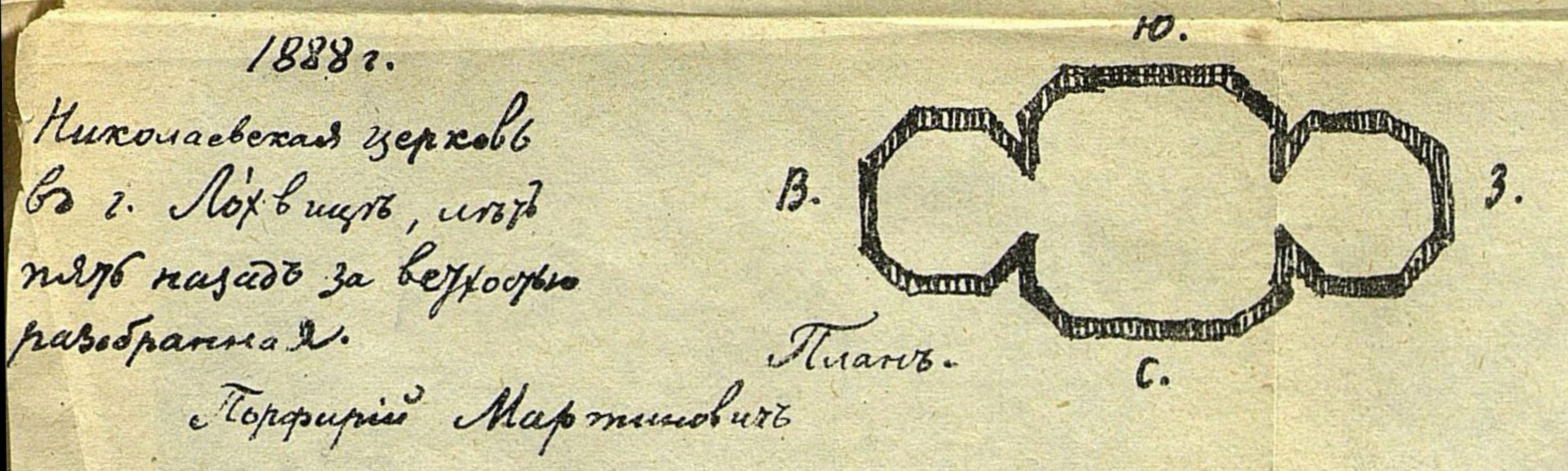
План Миколаївської церкви та підпис зроблений Мартиновичем. Малюнок 1880х рр.

Дерев'яна тридільна триверха церква була споруджена орієнтовно в 1760-х роках коштом старшини Запорозької Січі, у тому числі й Петра Калнишевського. Церква мала дуже стрункі архітектурні форми. Всі зруби були восьмигранними, однієї висоти. Верхи бабинця і вівтаря двозаломні, нави - тризаломний.
Церква була розібрана орієнтовно в 1883–1884 роках, про що свідчить підпис до малюнку, коли поряд збудували нову дерев'яну Миколаївську церкву.
Зберігся малюнок церкви та її план, виконаний художником Порфирієм Мартиновичем у 1880-х роках.